# ClamAV

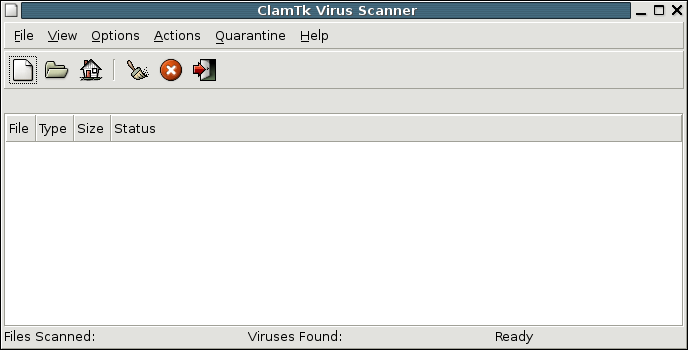
Tela de execução do ClamTk, uma interface gráfica para o ClamAV

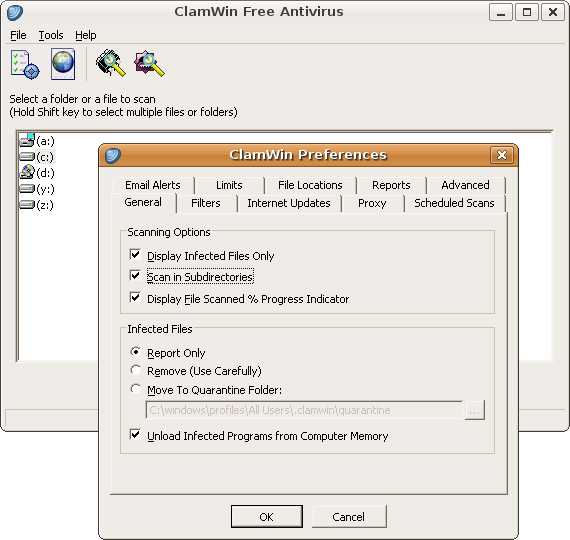
ClamWin, uma versão para Windows do ClamAV

Clam Antivirus ou ClamAV como também é conhecido é um antivírus open source gratuito feito especialmente para Linux, mas que conta também com uma versão gratuita para Windows e outra paga para Mac OS.